# 港湾街道 (荣成市)
港湾街道，是中华人民共和国山東省威海市荣成市下辖的一个乡镇级行政单位。行政上属于石岛管理区。

## 行政区划
港湾街道下辖以下地区：
石岛街社区、黄石社区、兴隆社区、渔兴社区、渔港社区、映红山社区、陀山社区、黄海社区、荷花湾社区、东南山社区、大鱼岛社区、张家村社区、南车脚河社区、炮台东社区、牧云庵社区、姜家疃社区、西岚社区、北沟社区、北车脚河社区、西车脚河社区、蚧口社区、玄镇社区、唐家夼社区、东王门社区、西王门社区和桃树园社区。